# TOKIO
TOKIO(토키오)는 일본의 남성 아이돌 그룹·록 밴드이다. 소속 사무소는 STARTO ENTERTAINMENT. 소속 레코드 회사는 J Storm.

## 구성원
| 멤버                                    | 프로필                                    | 연주 담당          | 멤버 컬러 |
| --------------------------------------- | ----------------------------------------- | ------------------ | --------- |
| 죠시마 시게루 (리더, 최연장자) (城島茂) | 1970년 11월 17일(54세), O형, 나라현 출신  | 리드 기타 보컬     | 초록      |
| 코쿠분 타이치 (国分太一)                | 1974년 9월 2일(50세), O형, 도쿄도 출신    | 키보드 피아노 보컬 | 파랑      |
| 마츠오카 마사히로 (松岡昌宏)            | 1977년 1월 11일(48세), A형, 홋카이도 출신 | 드럼 보컬          | 보라      |

## 설명
- TOKIO 멤버 전원 백덤블링을 할 수 있다. 밴드라는 형식 때문에, 지금은 보여주는 일이 그다지 많지 않다. 데뷔 전의 선배조인 히카루GENJI, SMAP의 무대에서 백 댄스를 맡고 있었을 때에는 자주 볼 수 있었다.
- 밴드의 성격을 띠고 있지만, 콘서트에서는 댄스도 한다 (단, 2006년의 라이브 콘서트에서는, 일체 댄스를 보여주지 않았다).
- 쟈니즈 사무소에서 1985년 데뷔하여 활동한 적이 있는 오토코구미의 음악을 이어가고 있다는 의견도 있지만, 오토코구미는 하드 록, TOKIO는 파워 팝계를 지향하여 음악성은 현저하게 다르다. 또, TOKIO는 멤버 전원이 악기 담당이 가능하여 드럼 담당이 없었던 오토코구미와도 이것 역시 차이점이다.
- 공연, 라이브, 콘서트에서는 담당 악기를 바꾸어 연주 하기도 하고, 멤버 서로가 맡은 악기 외에도 연주가 가능하다.
- 본업인 음악의 면에서는, 후배의 V6, KinKi Kids가 데뷔 이후 판매량이 급증하는 반면, TOKIO의 판매량이 들쭉날쭉하여 호불호가 심하였다. 2000년이후는 여러 팝 적인 곡들을 받아 히트시켜, 2006년부터는 팝 뿐 아니라 ‘가요 록’이라고 하는 성격을 띠어가고 있다.
- 팬 사이에서는 야마구치(山口) 타츠야(達也 ; Tatsuya)·고쿠분(國分) 타이치(太一 ; Taichi)의 이니셜인 T가 같아서 이 2명을 “T2”, 신장 180cm 이상 있는 마츠오카(松岡) 마사히로(昌宏)·나가세(長瀨) 토모야(智也)의 2명을 “트윈 타워”라고 부르는 등 콤비 명을 붙여서 부르고 있다. 이 외 다수.
- 첫 버라이어티 프로그램인 〈THE 철완! DASH!!〉에서는 멤버 전원이 다양한 기획과 아이디어를 제시한다.
- TOKIO는 각 멤버의 개성과 활약으로 인해 “쟈니즈 소속 그룹 역사상, 가장 쟈니즈 스럽지 않은 그룹”이라고 일부에서는 언급한다. SMAP에 관하여서도 많이 씌여지는 표현이지만, 초기의 쟈니즈 데뷔조부터 거슬러 올라가보면면 이 칭호는 밴드 활동을 기반에 두고 있으면서도 아이돌의 성격을 잘 활용하는 TOKIO가 더 어울린다는 의견도 많다.
- 만담을 다루는 일이 늘어나는 경향에 있다. 영화, 드라마, 버라이어티 등에서 보여준다.
- 밥을 먹으러 가거나, 아직까지 5명 전원이 같은 분장실을 쓴다거나, 멤버의 사이가 좋은 일로 유명하다.
- TOKIO(도쿄(東京))라는 그룹명이지만, 도쿄 출신자는 멤버 가운데 코쿠분 타이치뿐이다.

## 데뷔 배경
- 1989년, 리더 죠시마 시게루와 야마구치 타츠야가 ‘조시마 시게루 밴드’를 결성한다.
- 1990년, 현재 멤버 코쿠분 타이치, 마츠오카 마사히로, 그리고 코지마 히로무를 영입한다. 이후 쟈니즈 사무소의 사장 쟈니 키타가와에 의해 ‘TOKIO BAND’로 개명된다. 이것이 지금의 TOKIO의 토대다.
- 같은 해, 야마구치 타츠야가 탈퇴하고 TOKIO는 콘서트, 방송, 뮤지컬 등에 서게 되어 밴드의 성격을 잃어가게 된다.
- 1991년, 죠시마 시게루가 사장과 직접 대담하였다. “야마구치 타츠야를 영입하여 밴드 TOKIO를 만들겠다.”고 발언, 연이어 서포터 멤버이자 현재 보컬인 나가세 토모야를 영입하여 밴드 TOKIO가 완성되었다.
- TOKIO가 결성돼 당시 멤버는 6인이였지만, 서포터 멤버인 나가세 토모야는 ‘TOKIO’와는 별개로 잡지에 이름이 실렸다.
- 이후 1993년 10월 10일부터 NHK-BS2 「아이돌 온 스테이지」라는 프로그램에 TOKIO가 레귤러로 출연 시작하였다(1994년 12월까지).
- 1994년 1월 5일부터 1월 23일까지, 전국 7대 도시의 라이브 하우스에서, ‘FIRST LIVE TOUR’를 실시(합계 23회 공연)하고, 같은 해 5월 15일, 오사카, 쇼치쿠에서는 무려 “1일10회 공연”이라는 라이브를 실시 한다. 이 투어는 TOKIO의 데뷔 전 최초의 라이브투어 공연이다.
- 데뷔를 앞두고 1994년 6월, 멤버인 코지마 히로무가 돌연 탈퇴를 선언한다. 한간에서는 학업, 유학을 이유로 탈퇴하였다고 한다. 이에 서포터 멤버인 나가세 토모야를 정식 보컬로 영입한다. 하지만, 코지마 히로무가 TOKIO에서 보컬을 맡았는지는 불확실하다.
- 같은 해 7월 12일, 일본 무도관에서 CD데뷔의 기자 회견을 연다.
- 같은 해 8월 10일부터 8월 30일, 전국 9대 도시에서 콘서트 투어를 감행(합계 24회 공연), 같은 해 9월 21일, 《LOVE YOU ONLY》로 CD 데뷔를 결정한다.

## 음반 목록

### 싱글
2000년의 〈사랑을 깨달은 밤〉까지가 8cm 싱글, 2001년의 〈이 녀석도 저 녀석도〉부터 맥시 싱글.
| #           | 발매일           | 타이틀                                          | 의미                                              | 최고 순위   |             |             |             |
| 소니 레코드 | 소니 레코드      | 소니 레코드                                     | 소니 레코드                                       | 소니 레코드 | 소니 레코드 | 소니 레코드 | 소니 레코드 |
| ----------- | ---------------- | ----------------------------------------------- | ------------------------------------------------- | ----------- | ----------- | ----------- | ----------- |
| 1           | 1994년 9월 21일  | LOVE YOU ONLY                                   |                                                   | 3위         |             |             |             |
| 2           | 1994년 12월 12일 | 明日の君を守りたい 〜YAMATO2520〜               | 내일의 너를 지키고 싶어 ~YAMATO2520~              | 7위         |             |             |             |
| 3           | 1995년 4월 12일  | うわさのキッス                                  | 소문의 키스                                       | 2위         |             |             |             |
| 4           | 1995년 6월 21일  | ハートを磨くっきゃない                          | 하트를 닦는 것밖에 없어                           | 3위         |             |             |             |
| 5           | 1995년 8월 21일  | SoKoナシLOVE                                    | SoKo나시LOVE                                      | 5위         |             |             |             |
| 6           | 1995년 10월 21일 | 好きさ 〜Ticket To LOVE〜                       | 좋아해 ~Ticket To LOVE~                           | 5위         |             |             |             |
| 7           | 1995년 12월 2일  | 風になって                                      | 바람이 되어                                       | 5위         |             |             |             |
| 8           | 1996년 2월 26일  | MAGIC CHANNEL                                   |                                                   | 6위         |             |             |             |
| 9           | 1996년 7월 22일  | ありがとう…勇気                                 | 고마워…용기                                       | 3위         |             |             |             |
| 10          | 1996년 11월 25일 | Everybody Can Do!                               |                                                   | 9위         |             |             |             |
| 11          | 1997년 2월 11일  | フラれて元気                                    | 차여서 기운                                       | 5위         |             |             |             |
| 12          | 1997년 5월 28일  | Julia                                           |                                                   | 10위        |             |             |             |
| 13          | 1998년 3월 4일   | この指とまれ!                                   | 여기 여기 붙어라!                                 | 9위         |             |             |             |
| 14          | 1998년 5월 20일  | Love & Peace                                    |                                                   | 9위         |             |             |             |
| 15          | 1999년 2월 17일  | 君を想うとき/Oh! Heaven                         | 너를 떠올릴 때/Oh! Heaven                         | 9위         |             |             |             |
| 16          | 1999년 6월 30일  | 何度も夢の中でくり返すラブ・ソング/溢れる想い   | 몇 번이나 꿈속에서 되풀이하는 러브 송/넘치는 마음 | 7위         |             |             |             |
| 17          | 1999년 8월 25일  | 忘れえぬ君へ…                                   | 잊을 수 없는 너에게…                              | 10위        |             |             |             |
| 18          | 1999년 11월 10일 | 愛の嵐                                          | 사랑의 폭풍우                                     | 10위        |             |             |             |
| 19          | 2000년 5월 31일  | みんなでワーッハッハ!/愛はヌード                | 모두 함께 왓핫하!/사랑은 누드                     | 6위         |             |             |             |
| 20          | 2000년 9월 13일  | 恋に気づいた夜                                  | 사랑을 깨달은 밤                                  | 11위        |             |             |             |
| 유니버설 J  |                  |                                                 |                                                   |             |             |             |             |
| 21          | 2001년 3월 7일   | どいつもこいつも/ボクの未来                     | 이 녀석도 저 녀석도/나의 미래                     | 10위        |             |             |             |
| 22          | 2001년 5월 30일  | メッセージ/ひとりぼっちのハブラシ               | 메시지/외톨이 칫솔                                | 1위         |             |             |             |
| 23          | 2001년 8월 8일   | カンパイ!!                                      | 건배!!                                            | 4위         |             |             |             |
| 24          | 2001년 10월 31일 | DR/Only One Song                                |                                                   | 4위         |             |             |             |
| 25          | 2002년 3월 6일   | 花唄                                            | 꽃노래                                            | 5위         |             |             |             |
| 26          | 2002년 7월 10일  | GREEN                                           |                                                   | 6위         |             |             |             |
| 27          | 2002년 12월 4일  | ding-dong/glider                                |                                                   | 1위         |             |             |             |
| 28          | 2003년 10월 1일  | AMBITIOUS JAPAN!                                |                                                   | 1위         |             |             |             |
| 29          | 2003년 12월 3일  | ラブラブ♥マンハッタン/ALIVE-LIFE                | 러브러브♥맨해튼/ALIVE-LIFE                        | 4위         |             |             |             |
| 30          | 2004년 3월 3일   | トランジスタGガール                             | 트랜지스터 G걸                                    | 4위         |             |             |             |
| 31          | 2004년 11월 17일 | 自分のために/for you                            | 자신을 위해서/for you                             | 4위         |             |             |             |
| 32          | 2005년 12월 7일  | 明日を目指して!                                 | 내일을 향해서!                                    | 3위         |             |             |             |
| 33          | 2006년2월 8일    | Mr.Traveling Man                                |                                                   | 1위         |             |             |             |
| 34          | 2006년 6월 21일  | Get Your Dream                                  |                                                   | 2위         |             |             |             |
| 35          | 2006년 8월 23일  | 宙船/do! do! do!                                | 비행선/do! do! do!                                | 1위         |             |             |             |
| 36          | 2007년 3월 28일  | ひかりのまち/ラン・フリー(スワン・ダンスを君と) | 빛의 거리/런 프리(스완 댄스를 너와)               | 2위         |             |             |             |
| 37          | 2007년 8월 15일  | 本日、未熟者/Over Drive                         | 오늘, 미숙자/Over Drive                           | 2위         |             |             |             |
| 38          | 2007년 11월 28일 | 青春 SEISYuN                                    | 청춘 SEISYuN                                      | 1위         |             |             |             |
| J Storm     |                  |                                                 |                                                   |             |             |             |             |
| 39          | 2008년 9월 3일   | 雨傘/あきれるくらい 僕らは願おう                | 우산/질릴 정도로 우리는 바라                      | 2위         |             |             |             |
| 40          | 2009년 8월 19일  | 太陽と砂漠のバラ/スベキコト                     | 태양과 사막의 장미/해야 할 것                     | 3위         |             |             |             |
| 41          | 2010년 2월 3일   | advance/また朝が来る                            | advance/또 아침이 온다                            | 5위         |             |             |             |
| 42          | 2010년 6월 16일  | -遥か-                                          | -아득히-                                          | 1위         |             |             |             |
| 43          | 2010년 8월 11일  | NaNaNa (太陽なんていらねぇ)                     | NaNaNa (태양 따윈 필요 없어)                      | 6위         |             |             |             |
| 44          | 2011년 5월 25일  | 見上げた流星                                    | 올려다 본 유성                                    | 4위         |             |             |             |
| 45          | 2012년 2월 29일  | 羽田空港の奇跡/KIBOU                            | 하네다 공항의 기적/KIBOU                          | 5위         |             |             |             |
| 46          | 2013년 2월 20일  | リリック                                        | 리릭                                              | 7위         |             |             |             |
| 47          | 2013년 3월 20일  | 手紙                                            | 편지                                              | 8위         |             |             |             |
| 48          | 2013년 10월 30일 | ホントんとこ/Future                             | 혼톤토코/Future                                   | 6위         |             |             |             |
| 49          | 2014년 5월 21일  | LOVE, HOLIDAY.                                  |                                                   | 4위         |             |             |             |
| 50          | 2015년 10월 28일 | 東京ドライブ                                    | 도쿄 드라이브                                     | 9위         |             |             |             |
| 51          | 2016년 2월 24일  | fragile                                         |                                                   | 7위         |             |             |             |
| 52          | 2016년 11월 30일 | 愛! wanna be with you...                        | 사랑! wanna be with you...                        |             |             |             |             |

### DVD 싱글
| # | 발매일           | 타이틀                 | 의미                         |
| - | ---------------- | ---------------------- | ---------------------------- |
| 1 | 2005년 11월 16일 | 僕の恋愛事情と台所事情 | 나의 연애 사정과 주머니 사정 |

### 디지털 싱글
| # | 발매일         | 타이틀 |
| - | -------------- | ------ |
| 1 | 2011년 2월 8일 | PLUS   |

### 앨범

#### 오리지널 앨범
| #  | 발매일           | 타이틀                     | 최고 순위 |
| -- | ---------------- | -------------------------- | --------- |
| 1  | 1994년 11월 21일 | TOKIO                      | 8위       |
| 2  | 1995년 7월 3일   | Bad Boys Bound〜TOKIO II〜 | 4위       |
| 3  | 1996년 3월 25일  | BLOWING                    | 7위       |
| 4  | 1997년 3월 26일  | WILD & MILD                | 9위       |
| 5  | 1998년 4월 1일   | Graffiti                   | 9위       |
| 6  | 2000년 2월 2일   | YESTERDAY & TODAY          | 9위       |
| 7  | 2001년 12월 5일  | 5 AHEAD                    | 8위       |
| 8  | 2003년 2월 19일  | glider                     | 5위       |
| 9  | 2005년 2월 2일   | ACT II                     | 3위       |
| 10 | 2006년 10월 18일 | Harvest                    | 2위       |
| 11 | 2008년 2월 20일  | sugar                      | 6위       |
| 12 | 2012년 8월 24일  | 17                         | 5위       |

#### 미니 앨범
| # | 발매일         | 타이틀   | 의미     |
| - | -------------- | -------- | -------- |
| 1 | 1998년 8월 5일 | 電光石夏 | 전광석하 |

#### 베스트 앨범
| # | 발매일          | 타이틀                        | 비고                                                                                        |
| - | --------------- | ----------------------------- | ------------------------------------------------------------------------------------------- |
| 1 | 1996년 8월 26일 | Best E.P Selection of TOKIO   | 〈LOVE YOU ONLY〉부터 〈고마워…용기〉까지의 싱글과 앨범 곡의 일부 싱글의 c/w을 수록         |
| 2 | 2001년 5월 9일  | BEST EP SELECTION OF TOKIO II | 〈Everybody Can Do!〉부터 〈사랑을 깨달은 밤〉까지의 싱글과 일부 싱글의 c/w을 수록          |
| 3 | 2014년 7월 16일 | HEART                         | 데뷔부터 2013년까지의 악곡 중에서 팬 투표에 의해 선출된 악곡을 수록 올 타임·콤필레이션 앨범 |

#### 리믹스 앨범
| # | 발매일         | 타이틀      |
| - | -------------- | ----------- |
| 1 | 1995년 3월 8일 | TOKIO REMIX |

#### 커버 앨범
| # | 발매일         | 타이틀 | 비고                                                                                    |
| - | -------------- | ------ | --------------------------------------------------------------------------------------- |
| 1 | 2004년 9월 1일 | TOK10  | TOKIO 데뷔 10주년 기념 앨범 초대 쟈니즈부터 V6까지의 역대 쟈니즈 아티스트의 커버를 수록 |

## 타이업
| 노래 제목                                    | 타이업 |
| -------------------------------------------- | --- |
| LOVE YOU ONLY                                | 후지 TV 애니메이션 쯔요시 정신차려 오프닝 곡                                                                        |
| 時代を(TOKIO)よろしく!                       | 아사히TV 드라마 야가미군의 가정 사정 엔딩 곡                                                                        |
| 明日の君を守りたい 〜YAMATO2520〜            | 애니메이션 YAMATO2520 이미지 송                                                                                     |
| 永遠の星座 〜YAMATO2520 愛のテーマ〜         | 애니메이션 YAMATO2520 이미지 송                                                                                     |
| うわさのキッス                               | 후지TV 애니메이션 키테레쯔 대백과 주제곡                                                                            |
| ハートを磨くっきゃない                       | NHK 애니메이션 날아라! 이사미 주제곡                                                                                |
| SoKoナシLOVE                                 | TBS 드라마 여름! 백화점 이야기 주제곡                                                                               |
| 好きさ 〜Ticket To LOVE〜                    | TV-CM 버몬트 카레                                                                                                   |
| 風になって                                   | 제74회 일본 전국 고등학교 축구 선수권 대회 이미지 송                                                                |
| MAGIC CHANNEL                                | NTV 버라이어티 철완! DASH!!                                                                                         |
| ありがとう…勇気                              | 후지TV 애틀랜타 올림픽 중계 이미지 송 영화：That's 컨닝! 사상 최대의 작전? 주제곡                                   |
| 世界の屋根                                   | 후지TV 애틀랜타 올림픽 중계 프로그램                                                                                |
| BLOWING\|19時のニュース                      | TV-도쿄 애니메이션 아이들의 장난감 오프닝 곡                                                                        |
| BLOWING\|Ballad For Pure Generation          | TBS 드라마 문학배우 오프닝 곡                                                                                       |
| Everybody Can Do!                            | 후지TV 애니메이션 여기는 잘나가는 파출소 주제곡                                                                     |
| フラれて元気                                 | NTV 드라마 사이코메트러-EIJI 엔딩곡                                                                                 |
| Dash For The Dream                           | NTV 철완! DASH!! 엔딩곡                                                                                             |
| Julia                                        | NTV 드라마 정의의 아군 오프닝 곡                                                                                    |
| あたってくだけろ!                            | TV-CM 후마키라· |
| この指とまれ!                                | 후지TV ねばぎば! TOKIO 주제곡 TV -CM 하우스 식품 디저트 캠페인                                                      |
| Angel                                        | TBS TOKIO HEADZ!! 엔딩곡                                                                                            |
| Love & Peace                                 | NTV 드라마 LOVE & PEACE 주제곡                                                                                      |
| 君を想うとき                                 | 남녀 8명 연애 투어! TOKIO의 나·리·유·와!! 주제곡                                                                    |
| Oh!Heaven                                    | TBS 드라마 천국에 가장 가까운 남자 주제곡                                                                           |
| 何度も夢の中でくり返すラブ・ソング           | NTV 더! 철완 ! DASH!! 주제곡                                                                                        |
| 溢れる想い                                   | 후지TV 〈Sports Party 지금 꿈 속!〉엔딩곡                                                                           |
| Yesterday's                                  | TBS 진검승부 주제곡                                                                                                 |
| 愛の嵐                                       | NTV 드라마 사이코메트라-EIJI2 주제곡                                                                                |
| Heart                                        | 후지TV 멘토레 엔딩곡                                                                                                |
| みんなでワーッハッハ!                        | 후지TV 멘토레G 엔딩곡                                                                                               |
| 愛はヌード                                   | 후지TV 드라마 쇼카츠 주제곡                                                                                         |
| 恋に気づいた夜                               | TBS 진검승부 주제곡                                                                                                 |
| OH!IT'S TRUE LOVE                            | TBS 진검승부 파이트 마스터 삽입곡 응원가                                                                            |
| どいつもこいつも                             | 후지TV 멘토레G 엔딩곡                                                                                               |
| ボクの未来                                   | TV-CM : 베네세 신켄 세미나 중학생 강좌                                                                              |
| メッセージ                                   | TBS 드라마 천국에서 가장 가까운 남자 -교사편- 주제곡                                                                |
| カンパイ!!                                   | TBS 진검승부 엔딩곡 TBS 파이트TV24・할 수 있을꺼야! 엔딩곡 TBS C・C・C 카 크래시 클럽 엔딩곡 TV-CM：기린 Lager 맥주 |
| DR                                           | TBS 드라마 한도쿠!!! 주제곡                                                                                         |
| Only One Song                                | 후지TV 멘토레G 엔딩곡                                                                                               |
| 花唄                                         | NTV 드라마 너스맨 엔딩곡                                                                                            |
| GREEN                                        | TBS 진검승부 주제곡                                                                                                 |
| Neighbor                                     | TBS 진검승부 - 일본에서 제일 인기가 많지 않은 남자                                                                  |
| ding-dong                                    | TBS 드라마 얀파파 엔딩곡                                                                                            |
| glider                                       | NTV 멘토레G 엔딩곡                                                                                                  |
| 『コンクリート』『ジャパニーズ』『サンデー』 | TV-CM：신일본석유 ENEOS                                                                                             |
| faith                                        | TBS 부케를 겨냥해서! 엔딩곡                                                                                         |
| AMBITIOUS JAPAN!                             | TV-CM : JR도카이 |
| ラブラブ♥マンハッタン                        | TBS 드라마 맨하탄 러브 스토리 주제곡                                                                                |
| ALIVE-LIFE                                   | 후지TV 멘토레G 엔딩곡                                                                                               |
| トランジスタGガール                          | NTV 드라마 그녀가 죽어 버렸다. 주제곡                                                                               |
| 自分のために                                 | NTV 드라마 너스맨이 간다 주제곡                                                                                     |
| for you                                      | 후지TV 멘토레G 엔딩곡                                                                                               |
| 僕の恋愛事情と台所事情                       | 후지TV 멘토레G 엔딩곡                                                                                               |
| 明日を目指して!                              | TV-CM：신켄세미나 중학생과외                                                                                        |
| Mr. Traveling Man                            | TBS 드라마 야왕 ～YAOH～ 주제곡                                                                                     |
| Get Your Dream                               | TBS 2006 FIFA 월드컵 중계 방송 주제곡                                                                               |
| 宙船                                         | NTV 드라마 마이☆보스 마이☆히어로 주제곡                                                                             |
| do! do! do!                                  | TV-CM : 마이크로소프트 Xbox 360                                                                                     |
| ひかりのまち                                 | 후지TV 애니메이션 스컬 맨 오프닝곡                                                                                  |
| ラン・フリー(スワン・ダンスを君と)           | 후지TV 세계 피겨 2007 중계 이미지 송                                                                                |
| 本日、未熟者                                 | NTV 드라마 수험의 신 주제곡                                                                                         |
| Over Drive                                   | 후지TV 멘토레G 엔딩곡                                                                                               |
| 青春 SEISYuN                                 | TBS 가희(우타히메) 주제곡                                                                                           |
| 雨傘                                         | NTV 드라마 야스코와 켄지 주제곡                                                                                     |
| あきれるくらい 僕らは願おう                  | 후지TV 멘토레G 엔딩곡                                                                                               |
| 太陽と砂漠のバラ                             | NTV 드라마 화려한 스파이 엔딩곡                                                                                     |
| スベキコト                                   | 후지TV 5LDK 엔딩곡                                                                                                  |

## 출연

### 텔레비전

#### 2025년 현재
- 《더! 철완! DASH!!》 (NTV)
- 《TOKIO카케루》 (후지 TV)

#### 과거
- 《진검승부》 (TBS)
- 《다이쇼텐》 (NTV)
- 《생명 38억년 스페셜·인간이란 무엇인가!?》(TBS)
- 《TOKIO 사랑의 예감》 (NTV)
- 《TOKIO 사상 최대의 특별프로!》(NTV)
- 《TOKIO로 나이트》 (NTV)
- 《사쿠라코 클럽》 (TV-아사히)
- 《퀴즈! 나이 차이 따윈》(CX)
- 《남녀 8명 연애 투어!TOKIO의 나·리·유·키!!》 (CX) (아이노리의 파일럿 프로그램)
- 《네바기밥!TOKIO》 (CX)
- 《Sports Party 단지 지금 꿈 속에!》 (CX)
- 《TOKIO HEADZ!》 (TBS)
- 《Toki-kin 급행을 좋아해!좋다쟈넹》 (TBS) (KinKi Kids와 공동 출연)
- 《매직컬 두뇌 파워!!》 (NTV)
- 《산마의 슈퍼 카라쿠리 TV》 (TBS)
- 《천사의 가면》(아사히 TV)
- 《★사랑과 진실★》(TBS)
- 《아이돌온스테이지》(NHK-BS2)
- 《멘토레 G》(후지 TV)
- 《SONGS》 (NHK)
- 《사랑의 에이프런》(아사히 TV) ※ 죠시마 사회의 프로그램이지만 때에 따라 멤버 전원 혹은 한 명이 나오기도 했다.
- 《5LDK》(후지 TV)

### 라디오
- TOKIO CLUB (1992년 4월 - 1994년 3월, TBS 라디오)
- TOKIO SPECIAL~YESTERDAY&TODAY (2000년, NACK5, 1일 하루 한정 특별프로)